# Missy Stone
Missy Stone, född 26 november 1987 i Texas, är en amerikansk porrskådespelare. Hon växte upp i Maryland och började arbeta i branschen 2007 då hon var omkring 20 år och har sedan dess medverkat i över 140 filmer.

## Utmärkelser (ett urval)
- 2009 FAME Award-nominerad – Favorite Female Rookie[3]
- 2009 XBIZ Award-nominerad – New Starlet of the Year[4]
- 2010 AVN Award-nominerad – Unsung Starlet of the Year[5]
- 2010 XRCO Award-nominerad – Unsung Siren[6]

## Filmografi i urval
- 2009 – Barefoot Confidential 62
- 2009 – Girlvana 5
- 2009 – This Ain't Happy Days XX
- 2009 – This Ain't Hell's Kitchen XX
- 2009 – This Ain't Saved By The Bell XX